# NGC 2598
NGC 2598 este o galaxie spirală situată în constelația Racul. A fost descoperită în 1 ianuarie 1864 de către Albert Marth. Se află la o distanță de 66,6 de megaparseci de Pământ.